# مسرح كيفان
مسرح كيفان هو مسرح يقع في منطقة كيفان في الكويت وبالقرب من الجمعية التعاونية للمنطقة. عرضت به العديد من المسرحيات الكويتية للكبار والصغار منذ القدم حتى الوقت الحاضر، واشتهر هذا المسرح كونه يعرض هذه المسرحيات الهادفة للمجتمع الكويتي والخليجي ككل. وسمي هذا المسرح في القرن العشرين وتحديداً في الثمانينات من القرن الماضي باسم عبد العزيز المسعود ولكن بعد التحرير أعيد بناءه وسمي بمسرح التحرير نسبة إلى تحرير دولة الكويت.